# Елисеев, Никита Сергеевич
Никита Сергеевич Елисеев (1915—1997) — французский арабист и историк ислама, лингвист; профессор Лионского университета.

## Биография
Родился в 1915 году в Петрограде, в семье Сергея Григорьевича Елисеева из русского купеческого рода Елисеевых.
Осенью 1920 года отец с семьёй бежал из Советской России. Через Финляндию и Швецию он добрался до Парижа, где оба его сына, Никита и Вадим (также историк-востоковед) стали учиться; оба окончили Парижский университет и Школу восточных языков.
Во время Второй мировой войны был участником Сопротивления. После войны работал в 1945—1946 годах во Французском институте археологии в Стамбуле (ныне Французский институт анатолийских исследований, IFEA), затем во Французском институте арабских исследований в Дамаске; был генеральным секретарём (1950—1956) и помощником директора (1956—1965). С 1966 года был профессором арабского языка и литературы в Лионском университете.
С 1980 года был директором Института истории и археологии христианского и мусульманского Востока межуниверситетского центра средневековой истории и археологии.
Елисеев был автором многих статей в фундаментальной «Энциклопедии ислама». Первоначально ему даже предлагали стать одним из её редакторов однако он отказался в связи с излишней занятостью.
Умер 25 ноября 1997 года.